# John Edward Taylor
John Edward Taylor (East St. Louis, 15 novembre 1914 – Stoccolma, 9 settembre 1976) è stato un vescovo cattolico statunitense.

## Biografia
John Edward Taylor nacque a East St. Louis il 15 novembre 1914 da Robert Taylor e Mary (nata Pohl).

### Formazione e ministero sacerdotale
Dopo aver frequentato il seminario preparatorio "Sant'Enrico" a Belleville, nel 1934 emise la professione solenne nei Missionari oblati di Maria Immacolata. Studiò a Roma al Pontificio istituto internazionale Angelicum e alla Pontificia Università Gregoriana.
Il 25 maggio 1940 fu ordinato presbitero a Roma. L'anno successivo conseguì il dottorato all'Università di Ottawa con una tesi sulla filosofia di John Dewey. Ritornato negli Stati Uniti insegnò nel seminario minore del suo ordine a Belleville prima di servire come superiore dei seminari degli oblati di Carthage, Missouri, dal 1947 al 1953 di Pass Christian, Mississippi, dal 1953 al 1958.
Nel 1958 fu scelto per guidare una missione per far rivivere la Chiesa cattolica in Groenlandia. In primo luogo stabilì un quartier generale a Herlev, un sobborgo di Copenaghen, e nel 1960 divenne il primo prete cattolico a stabilirsi in Groenlandia dopo la Riforma protestante.

### Ministero episcopale
Il 2 luglio 1962 papa Giovanni XXIII lo nominò vescovo di Stoccolma. Ricevette l'ordinazione episcopale il 21 settembre successivo nella sala blu del municipio di Stoccolma dall'arcivescovo Bruno Bernard Heim, delegato apostolico in Scandinavia, coconsacranti il vescovo di Oslo Jacques Mangers e il vescovo ausiliare di New York Fulton John Sheen. Fu la prima consacrazione di un vescovo cattolico in Svezia dal 1531.
Partecipò al Concilio Vaticano II e implementò le sue decisioni in diocesi. Si occupò in particolare della traduzione dei testi liturgici in lingua svedese. Gli ci vollero quattro anni per presentare tutte le sue riforme.
Nel 1963 aprì un convento carmelitano a Glumslöv causando accese discussioni nel Riksdag che durarono diversi giorni.
Nel 1966, per la prima volta nella storia della Chiesa cattolica svedese, la televisione di stato trasmise in diretta la messa domenicale dalla chiesa di Sant'Eugenia. Nel 1968 partecipò all'assemblea generale del Consiglio ecumenico delle Chiese di Uppsala come rappresentante della chiesa cattolica romana.
Durante il suo mandato, il numero stimato di cattolici nella diocesi di Stoccolma (che copre tutta la Svezia) salì da 27 000 a 75 000 e il numero di sacerdoti da 64 a 97. Questo grande incremento è dovuto soprattutto all'immigrazione di persone dall'America Latina, dalla Jugoslavia, dalla Germania Est, dall'Ungheria e dalla Polonia.
Istituì il consiglio presbiterale, una commissione per l'educazione cattolica e una commissione ecumenica.
Fu presidente della Conferenza episcopale della Scandinavia dal 1970 al 1973.
Il 3 giugno 1976, poco dopo che ebbe subito un'operazione per la rimozione di un tumore cerebrale, papa Paolo VI accettò la sua rinuncia al governo pastorale della diocesi per motivi di salute. Si ritirò in una casa di cura gestita dalle suore brigidine.
Morì a Stoccolma il 9 settembre 1976 all'età di 61 anni. Fu sepolto nella cripta della cattedrale di Sant'Erik a Stoccolma.

## Genealogia episcopale
La genealogia episcopale è:
- Cardinale Scipione Rebiba
- Cardinale Giulio Antonio Santori
- Cardinale Girolamo Bernerio, O.P.
- Arcivescovo Galeazzo Sanvitale
- Cardinale Ludovico Ludovisi
- Cardinale Luigi Caetani
- Cardinale Ulderico Carpegna
- Cardinale Paluzzo Paluzzi Altieri degli Albertoni
- Papa Benedetto XIII
- Papa Benedetto XIV
- Papa Clemente XIII
- Cardinale Marcantonio Colonna
- Cardinale Giacinto Sigismondo Gerdil, B.
- Cardinale Giulio Maria della Somaglia
- Cardinale Carlo Odescalchi, S.I.
- Cardinale Costantino Patrizi Naro
- Cardinale Serafino Vannutelli
- Cardinale Domenico Serafini, Cong. Subl. O.S.B.
- Cardinale Pietro Fumasoni Biondi
- Arcivescovo Filippo Bernardini
- Vescovo Franziskus von Streng
- Arcivescovo Bruno Bernard Heim
- Vescovo John Edward Taylor, O.M.I.